# Hemicorynesporella guadalcanalensis
Hemicorynesporella guadalcanalensis är en svampart som först beskrevs av Matsush., och fick sitt nu gällande namn av Chirayathumadom Venkatachalier Subramanian 1992. Hemicorynesporella guadalcanalensis ingår i släktet Hemicorynesporella, divisionen sporsäcksvampar och riket svampar.   Inga underarter finns listade i Catalogue of Life.